# Mobcast Cup 2012
La Mobcast Cup 2012 est la 1re édition de cette compétition de football qui se déroule du 22 au 25 novembre 2012 à Saitama au Japon. Ne s'agissant pas d'une compétition officielle reconnue par une organisation internationale, cette édition est organisée par la fédération japonaise de football.
L'Olympique lyonnais remporte la finale de la compétition en battant par deux buts à un après prolongation l'INAC Kobe Leonessa.

## Participants
Les clubs suivants ont reçu une invitation de la part de la fédération japonaise :
- INAC Kobe Leonessa (vainqueur du Championnat du Japon de football féminin 2012)
- NTV Beleza (vainqueur de la Coupe de la Ligue japonaise de football féminin 2012)
- Olympique lyonnais (vainqueur de la Ligue des champions féminine de l'UEFA 2011-2012)
- Canberra United (vainqueur du Championnat d'Australie de football féminin 2011-2012)

## Tournoi
|  | Demi-finales         | Demi-finales         |                        |      | Finale               | Finale               |
|  | Demi-finales         | Demi-finales         |                        |      | Finale               | Finale               |
|  |                      |                      |                        |      |                      |                      |
|  | 22 novembre, Saitama | 22 novembre, Saitama |                        |      | 25 novembre, Saitama | 25 novembre, Saitama |
|  | 22 novembre, Saitama | 22 novembre, Saitama |                        |      | 25 novembre, Saitama | 25 novembre, Saitama |
|  | Olympique lyonnais   | 5                    |                        |      | 25 novembre, Saitama | 25 novembre, Saitama |
|  | Olympique lyonnais   | 5                    |                        |      | 25 novembre, Saitama | 25 novembre, Saitama |
|  | NTV Beleza           | 2                    |                        |      | 25 novembre, Saitama | 25 novembre, Saitama |
|  | NTV Beleza           | 2                    | Olympique lyonnais     | 2 ap |                      |                      |
|  | 22 novembre, Saitama |                      | Olympique lyonnais     | 2 ap |                      |                      |
|  |                      | INAC Kobe Leonessa   | 1                      |      |                      |                      |
|  | INAC Kobe Leonessa   | INAC Kobe Leonessa   | 1                      | 4    |                      |                      |
|  | INAC Kobe Leonessa   |                      |                        | 4    |                      |                      |
|  | Canberra United      | 0                    |                        |      |                      |                      |
|  | Canberra United      | 0                    | Match pour la 3e place |      |                      |                      |
|  |                      |                      |                        |      |                      |                      |
|  | 25 novembre, Saitama |                      |                        |      |                      |                      |
|  |                      |                      |                        |      |                      |                      |
|  | NTV Beleza           | 4                    |                        |      |                      |                      |
|  | NTV Beleza           | 4                    |                        |      |                      |                      |
|  | Canberra United      | 3                    |                        |      |                      |                      |
|  | Canberra United      | 3                    |                        |      |                      |                      |